# Urbain Le Verrier
Urbain Jean Joseph Le Verrier (11. března, 1811 – 23. září, 1877) byl francouzský matematik, který se zabýval nebeskou mechanikou. Celosvětové slávy se dočkal po propočítání přesných souřadnic místa, kde by se měla nacházet osmá planeta sluneční soustavy – Neptun.
Jsou po něm pojmenovány krátery Le Verrier na Měsíci a Le Verrier na Marsu. Je také jedním ze 72 významných mužů, jejichž jméno je zapsáno na Eiffelově věži v Paříži. Roku 1857 získal Copleyho medaili.

## Život a dílo
Le Verrier se narodil v severofrancouzském městě Saint-Lô. Po osmi letech na zdejším lyceu byl přijat na vyšší královské lyceum v Caen, kde v letech 1827–1830 studoval matematiku. V roce 1831 byl přijat na Pařížskou Polytechniku, kde po dva roky studoval chemii pod vedením samotného Josepha Gay-Lussaca. Verrier poté přestoupil na studium astronomie, kde se zabýval především nebeskou mechanikou. Po studiích přijal práci v pařížské hvězdárně, kde pracoval po většinu svého života a jejímž ředitelem se posléze stal.

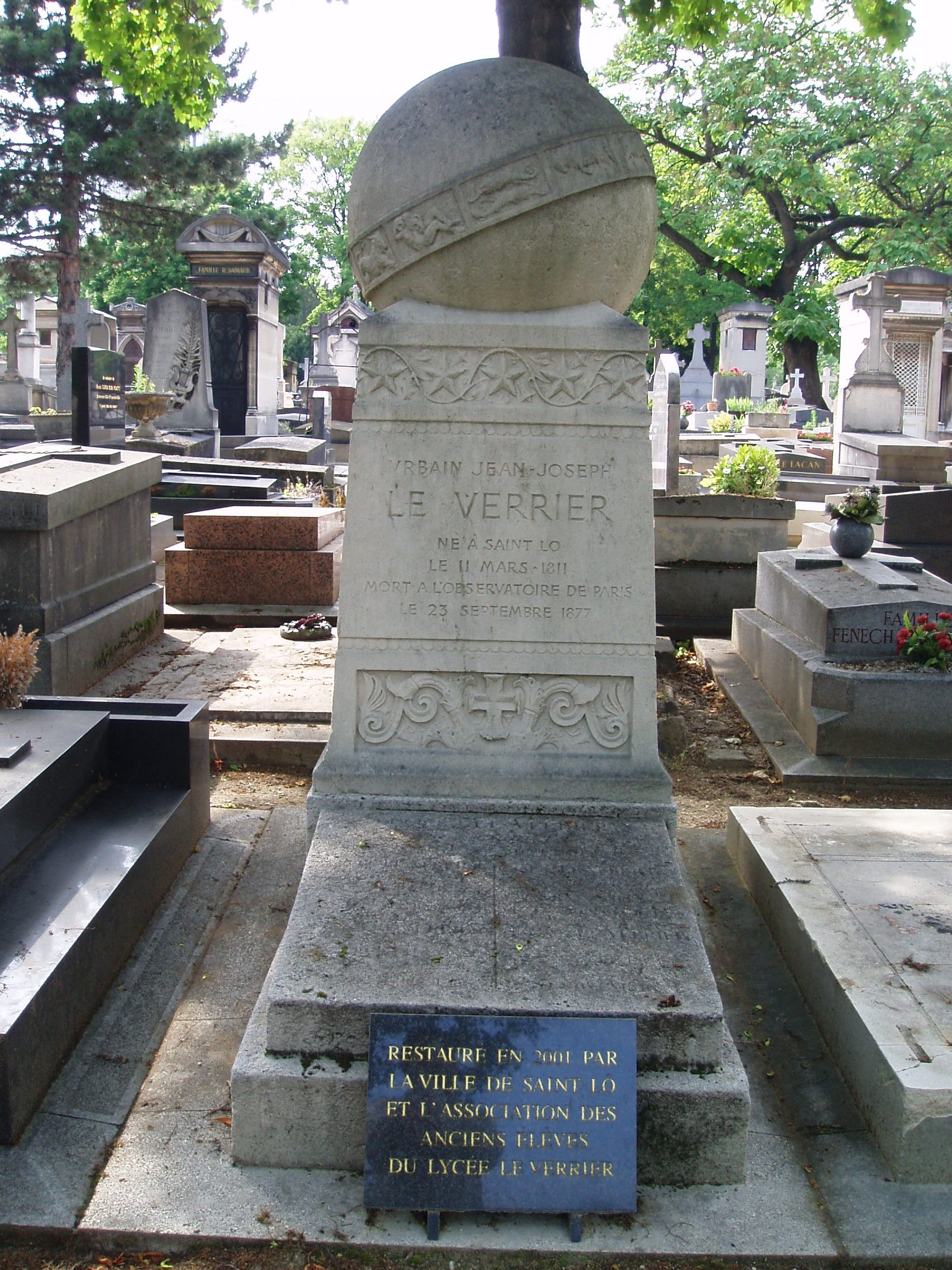
Le Verrierův náhrobek na montparnasském hřbitově v Paříži

Největším Le Verrierovým úspěchem byla matematická předpověď existence a výpočet pozice v té době neznámé planety Neptun, jež provedl na základě astronomických pozorování a výpočtů Alexise Bouvarda. Do této práce se pustil z podnětu tehdejšího ředitele pařížské hvězdárny Françoise Araga. Jak již bylo řečeno, jako podklad mu posloužila pouze matematická a astronomická pozorování oběžné dráhy tehdy poslední známé planety naší sluneční soustavy Uranu. Na dlouhé měsíce se Le Verrier ponořil do složitých výpočtů, jež měly vysvětlit malé, avšak neustále se opakující nesrovnalosti mezi Newtonovým gravitačním zákonem a Bouvardovým pozorováním oběžné dráhy Uranu.
Ve stejnou dobu prováděl v Anglii stejné výpočty, aniž o sobě navzájem věděli, britský astronom a matematik John Couch Adams.
Le Verrier oznámil svůj výpočet pozice neznámé planety, jež působí odchylku Uranovy oběžné dráhy, Francouzské akademii 31. srpna 1846, dva dny předtím, než Adams odeslal své výpočty Královské observatoři v Greenwichi. 18. září pak Le Verrier odeslal své výsledky Johannu Gottfriedu Galleovi na berlínskou observatoř. Jeho dopis dorazil pět dní nato, 23. září. Ještě téhož večera Galle s pomocí svého studenta Heinricha Louise d'Arresta a při použití Fraunhoferova refraktoru objevil v rozmezí odchylky 1° na předpovězeném místě poblíž rozhraní mezi souhvězdími Kozoroha a Vodnáře neznámé nebeské těleso. Pozorování následujícího večera potvrdilo, že nejde o hvězdu, ale o planetu. Těleso totiž změnilo vůči jiným hvězdám svou polohu.
Adamsův konečný výsledek označoval, jak se později ukázalo, místo vzdálené od skutečné pozice Neptunu 12°.

## Ocenění
V prosinci 1846 se stal členem-korespondentem Pruské akademie věd. V roce 1847 byl přijat do American Academy of Arts and Sciences. V roce 1853 se stal ředitelem hvězdárny v Paříži, následníkem Françoise Araga. V roce 1863 se stal členem akademie Leopoldina. V roce 1876 byl oceněn zlatou medailí Královské astronomické společnosti.